# Andrzej Sadowski (socjolog)
Andrzej Sadowski (ur. 16 lipca 1945 w Tyniewiczach Dużych) – polski socjolog, profesor nauk humanistycznych, w latach 2008-2012 dziekan Wydziału Historyczno-Socjologicznego Uniwersytetu w Białymstoku.

## Życiorys
W roku 1968 ukończył socjologię na Uniwersytecie Warszawskim. Stopień naukowy doktora uzyskał w 1975 roku, habilitował się w 1982. Od 1993 roku profesor, cztery lata później mianowany profesorem zwyczajnym. Był członkiem powołanego po wprowadzeniu w Polsce stanu wojennego "Zespołu Partyjnych Socjologów przy KC PZPR".
Zajmuje się socjologią narodu i grup etnicznych, socjologią wielokulturowości, socjologią pogranicza, socjologią regionalną oraz socjologią wsi i miasta. Część jego prac poświęcona jest procesom ruralizacji oraz tematyce kapitałów: ludzkiego, społecznego i kulturowego. Jest także redaktorem czasopisma Pogranicze. Studia Społeczne, związanego z wielokulturowością wschodnich obszarów Polski.
Były dziekan Wydziału Historyczno-Socjologicznego Uniwersytetu w Białymstoku i kierownik Katedry Socjologii Wielokulturowości w Instytucie Socjologii UwB (jedynej instytucji tego typu w Polsce). Ponadto pracownik Katedry Socjologii WSE w Białymstoku oraz Katedry Zarządzania WSFiZ w Białymstoku. Członek Polskiego Towarzystwa Socjologicznego, członek International Academy of National Minorities Research oraz członek rady Fundacji Uniwersytetu w Białymstoku.

## Życie prywatne
Brat byłego wójta gminy Narew Jakuba Sadowskiego i naczelnika Wydziału Kryminalnego Komendy Wojewódzkiej Policji w Białymstoku Witalisa Sadowskiego.

## Wybrane prace
- Przejawy ruralizacji miasta uprzemysłowionego na przykładzie Białegostoku, Sekcja Wydawnicza Filii UW w Białymstoku, Białystok (1981)
- Społeczne problemy wschodniego pogranicza (1991)
- Narody wielkie i małe. Białorusini w Polsce, Instytut Religioznawstwa UJ, Kraków (1991)
- Wigierski Park Narodowy a jego mieszkańcy (red.), Wydawnictwo Ekonomia i Środowisko, Białystok - Kraków, (1993)
- Procesy ruralizacji. Ludność wiejska w mieście, Kraków (1994)
- Wschodnie pogranicze w perspektywie socjologicznej (red.), Wydawnictwo Ekonomia i Środowisko, Białystok (1995)
- Pogranicze polsko-białoruskie. Tożsamość mieszkańców, Trans Humana, Białystok (1995)
- Tożsamość Polaków na pograniczach (red.) (1999)
- Społeczne problemy miejscowości północno-wschodniej Polski w procesie transformacji Wydawnictwo Uniwersytetu w Białymstoku, (2001)
- Pogranicze etniczne w Europie - harmonia i konflikty (red.), Wydawnictwo Uniwersytetu w Białymstoku, Białystok, (2001)
- Mniejszości narodowe i etniczne w mediach elektronicznych, Wydawnictwo Uniwersytetu w Białymstoku, (red. Skoczek T.) (2001)
- Pogranicza etniczne w Europie: współdziałanie i konflikty, Wydawnictwo Uniwersytetu w Białymstoku (2001)
- Zielone Płuca Polski w opinii mieszkańców północno-wschodniej Polski (red.), Narodowa Fundacja Ochrony Środowiska Biura Porozumienia Zielone Płuca Polski w Białymstoku, Białystok (2002)
- Młodzież Białegostoku wobec uzależnień i przemocy (red.), Libra (2003)
- Pogranicza i multikulturalizm w warunkach Unii Europejskiej - implikacje dla wschodniego pogranicza Polski (red.), T I i II, Wydawnictwo Uniwersytetu w Białymstoku, Białystok (2004)
- Białystok. Kapitał społeczny mieszkańców miasta, Wydawnictwo WSE (2006)
- Obywatelstwo i tożsamość w społeczeństwach zróżnicowanych kulturowo i na pograniczach (red.), T I i II, Wydawnictwo Uniwersytetu w Białymstoku, Białystok (2006)
- Kapitały społeczne i kulturowe miast środkowoeuropejskich i wschodnioeuropejskich pograniczy (red.), Wydawnictwo Uniwersytetu w Białymstoku, Białystok (2009)